# 七星市場駅
七星市場駅（チルソンシジャンえき）は、大韓民国大邱広域市北区にある大邱交通公社1号線の駅である。駅番号は133。

## 駅構造
- 相対式ホーム2面2線の地下駅。

## 駅周辺
- 七星市場 - 駅名の由来。
- 新岩2洞郵便局
- NH農協銀行 七星洞支店
- NH農協銀行 慶北営業部
- 大邱北部警察署七星治安センター
- 大邱消防安全本部・大邱北部消防署七星119安全センター

## 歴史
- 1998年5月2日 - 七星駅として開業。
- 2008年1月1日 - 七星市場駅へ改称。

## 隣の駅
大邱交通公社
●1号線
大邱駅駅 (132) - 七星市場駅 (133) - 新川駅 (134)